# Municipalités de Carélie du Sud

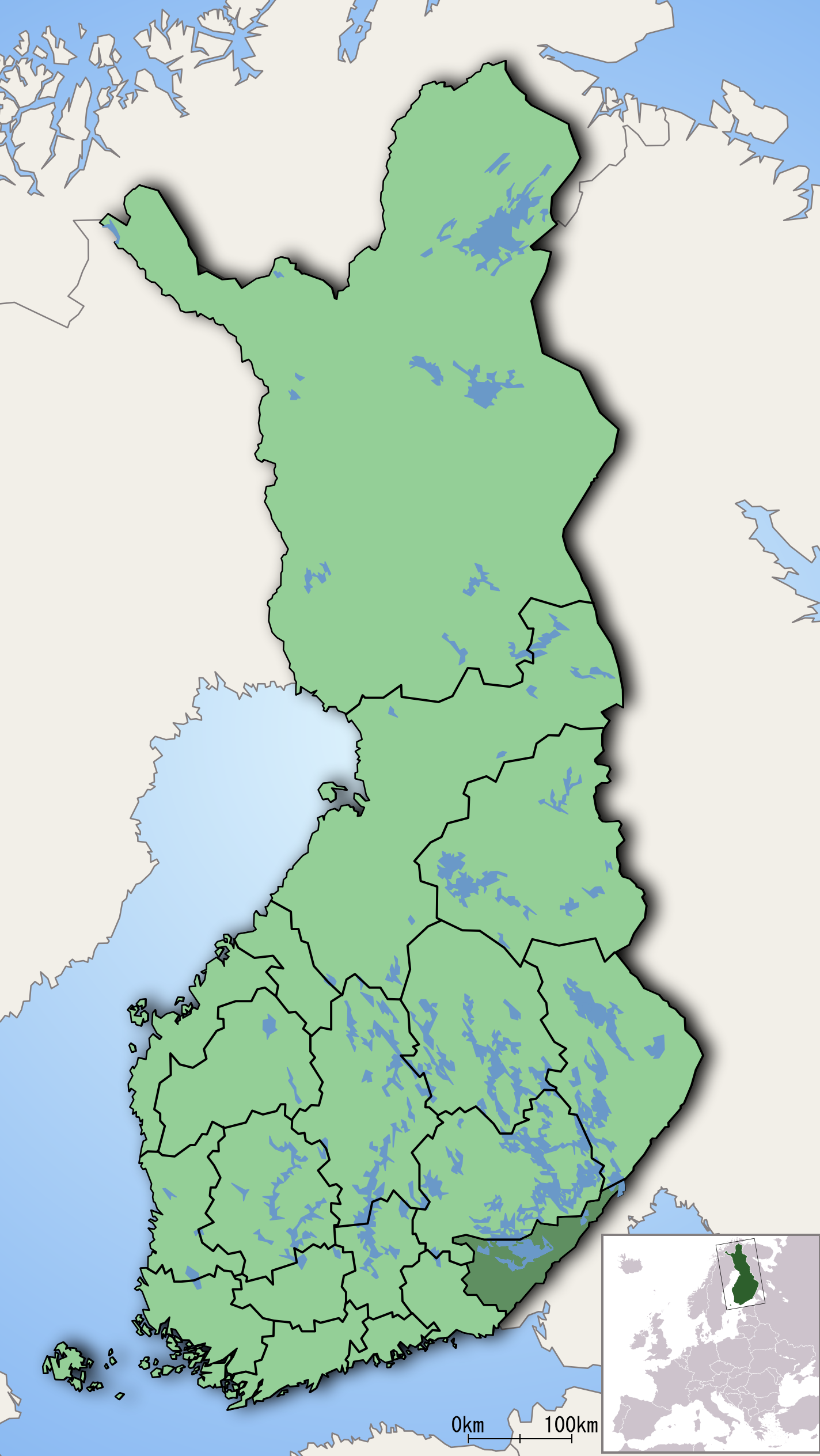
Localisation de la Carélie du Sud en Finlande.

La Carélie du Sud, région de Finlande, est subdivisée en 11 municipalités.

## Généralités
Les 11 municipalités sont regroupées en deux sous-régions : celle d'Imatra (4 municipalités) et celle de Lappeenranta  (7 municipalités).
Imatra et Lappeenranta ont le statut de villes.
Toutes les municipalités sont unilingues finnois.

## Liste
| Municipalité   | Sous-région    | Superficie (km²) | Terres (km²) | Eau (km²) | Population (2009) | Densité (hab./km²) |
| -------------- | -------------- | ---------------- | ------------ | --------- | ----------------- | ------------------ |
| Imatra         | Imatra         | +0191,25         | +0154,96     | +0036,29  | +028 363,         | +0183,             |
| Lappeenranta   | Lappeenranta   | +1 723,5         | +1 433,36    | +0290,14  | +072 289,         | +0050,43           |
| Lemi           | Lappeenranta   | +0262,5          | +0217,79     | +0044,71  | +003 054,         | +0014,02           |
| Luumäki        | Lappeenranta   | +0859,84         | +0749,92     | +0109,92  | +005 063,         | +0006,75           |
| Parikkala      | Imatra         | +0760,72         | +0592,92     | +0167,8   | +005 621,         | +0009,48           |
| Rautjärvi      | Imatra         | +0401,92         | +0351,67     | +0050,25  | +003 795,         | +0010,79           |
| Ruokolahti     | Imatra         | +1 187,89        | +0924,89     | +0263,    | +005 609,         | +0005,94           |
| Savitaipale    | Lappeenranta   | +0690,57         | +0539,75     | +0150,82  | +003 768,         | +0006,98           |
| Taipalsaari    | Lappeenranta   | +0762,2          | +0345,1      | +0416,92  | +004 868,         | +0014,11           |
| Carélie du Sud | Carélie du Sud | +07 235,77       | +05 613,01   | +1 622,76 | +133 193,         | +023,73            |

## Anciennes municipalités
- Imatra, Joutseno et Ruokolahti ont absorbé Jääski en 1948 ;
- Lappee et Ylämaa ont absorbé Vahviala en 1946 ;
- Lappeenranta a absorbé Lappee et Lauritsala en 1967, Nuijamaa en 1989, et Joutseno en 2009 ;
- Miehikkälä et Ylämaa ont absorbé Säkkijärvi en 1946 ;
- Parikkala a absorbé Saari et Uukuniemi en 2005 ;
- Rautjärvi a absorbé Simpele en 1973.